# Ів Летерм
Ів Каміль Дезіре Летерм (нід. Yves Camille Désiré Leterme; нар. 6 жовтня 1960, Вервік, Бельгія)  — бельгійський політик. Прем'єр-міністр Бельгії з березня 2008 по грудень 2008 року, та з листопада 2009 до грудня 2011. Летерм також обіймав посади міністра закордонних справ, заступника прем'єр-міністра і міністра з питань бюджету, інституційних реформ, транспорту і Північного моря в бельгійському федеральному уряді. Колишній прем'єр-міністр Фландрії і фламандський міністр сільського господарства та рибальства. Вільно володіє нідерландською, французькою і англійською.

## Біографія
Народився 1960 року в невеликому містечку Вервік (Західна Фландрія) на кордоні з Францією. Сім'я Іва була міжнаціональною: його батько — франкофон, а мати — фламандка. На дитячі роки Летерма припало територіальне розмежування мов у Бельгії в 1963 р. Тоді саме мати взяла на себе виховання Летерма. Тому, попри своє французьке ім'я, рідною мовою Ів називає тільки нідерландську, хоча французькою він також володіє досконало. Частково ці переваги можна пояснити вигіднішим економічним становищем Фландрії у теперішній Бельгії проти франкомовної Валлонії. Лінгвістичні симпатії Летерма, а також його досить невтішні відгуки про мовні здібності франкофонів, яких традиційно мало цікавить нідерландська мова, попри зростання економіки Фландрії, сприяли падінню його популярності у франкомовному середовищі, а також викликали цілу низку незручних моментів при спілкуванні з пресою.

### Початок політичної кар'єри
Обіймав посаду міністра-президента Фландрії 20 липня 2004 — 28 червня 2007. Пішов у відставку після перемоги своєї партії на загальних парламентських виборах, з метою домогтися обрання прем'єр-міністром Бельгії. У перехідному уряді Гі Вергофстадта займав пост віцепрем'єра і міністра бюджету, транспорту, інституційних реформ та у справах Північного моря з грудня 2007 до березня 2008.

### Перший уряд Летерма
Переговори щодо формування нового уряду стали рекордними за тривалістю для Бельгії, і супроводжувалися численними скандалами. 18 березня 2008 дійшли згоди між п'ятьма партіями щодо формування нового уряду. Іва Летерма затвердили на посаді Прем'єр-міністра Бельгії 20 березня 2008.
19 грудня 2008 Ів Летерм подав у відставку з поста прем'єр-міністра у зв'язку зі скандалом навколо умов підтримки фінансової компанії «Фортіс». Заява Летерма з'явилась слідом за відставкою міністра юстиції Йо Вандерзена. Причиною відставки міністра юстиції слугувала заява Касаційного суду Бельгії про існування «серйозних свідчень» того, що уряд чинив значний тиск на правосуддя в справі про продаж «Фортіс». 22 грудня король Бельгії прийняв відставку уряду, водночас попросивши кабінет міністрів продовжити виконання своїх обов'язків. 29 грудня новий уряд країни доручили сформувати спікеру Палати депутатів Герману ван Ромпею.

### Міністр закордонних справ
17 липня 2009 увійшов до складу кабінету міністрів як міністр закордонних справ, змінивши Карела Де Гюхта, який перейшов на роботу до Єврокомісії.

### Другий уряд Летерма
Після того як Герман ван Ромпей був обраний 19 листопада 2009 головою Європейської ради, він покинув пост глави уряду. 25 листопада 2009 король запропонував Іву Летерму сформувати новий кабінет міністрів. Негайно Летерм представив новий склад уряду, який склав присягу того ж дня.
Другий кабінет міністрів Летерма за своїм складом ідентичний уряду ван Ромпеєм за тим винятком, що пост міністра закордонних справ у ньому зайняв Стевен Ванакере. У колишньому кабінеті Ванакере обіймав посаду заступника прем'єр-міністра. Король Бельгії Альберт II 26 квітня прийняв відставку уряду країни на чолі з прем'єр-міністром Івом Летермом. До формування нового уряду Бельгії залишався на посаді прем'єр-міністра.